# Da Capo (album av Flamingokvintetten)
Da Capo släpptes år 2000 och är ett samlingsalbum av det svenska dansbandet Flamingokvintetten. Albumet innehåller flera nyinspelningar..

## Låtlista

### CD 1
1. Hon är sexton år i dag (Happy Birthday Sweet Sixteen)
2. Sjätte september
3. Nidälven
4. Kärleksbrev i sanden
5. Våra drömmars mål
6. Bröllopet
7. Stupid Cupid
8. Monika
9. Sången som skrevs till dig och mig
10. Blommornas natt
11. Jag ska måla hela världen
12. Du får sommaren att vakna
13. Hemma hos mig igen
14. Nu är det lördag igen
15. Molly

### CD 2
1. Där näckrosen blommar
2. Varför
3. Ännu kan en gammal man
4. Lilla Ann
5. Mera sol och mera värme
6. Du
7. Itsy Bitsy Teene Weenie
8. Ett litet under
9. Häng me' på party
10. Bara för din skull
11. Den gamla kastanjeallén
12. Mississippi
13. Gamla kära tuffa tuff-tuff-tåget
14. En vän du kan väcka mitt i natten
15. Arvingarnas Flamingo-medley

## Listplaceringar
| Lista (2000) | Topplacering |
| ------------ | ------------ |
| Sverige      | 15           |

### Fotnoter
1. ↑  ”Dansband”. Arkiverad från originalet den 25 maj 2012. https://archive.is/20120525190518/http://www.tesf.se/flamingo.php. Läst 14 juli 2011.
2. ↑  ”Listplacering”. http://hitparad.se/showitem.asp?interpret=Flamingo+Kvintetten&titel=Da+Capo&cat=a. Läst 1 maj 2011.